# Font de Gospí
La Font de Gospí és una font del poble de Gospí, al municipi de Sant Ramon (Segarra) inclosa en l'Inventari del Patrimoni Arquitectònic de Catalunya.

## Descripció
Font situada a la vall que envolta el turó de Gospí.

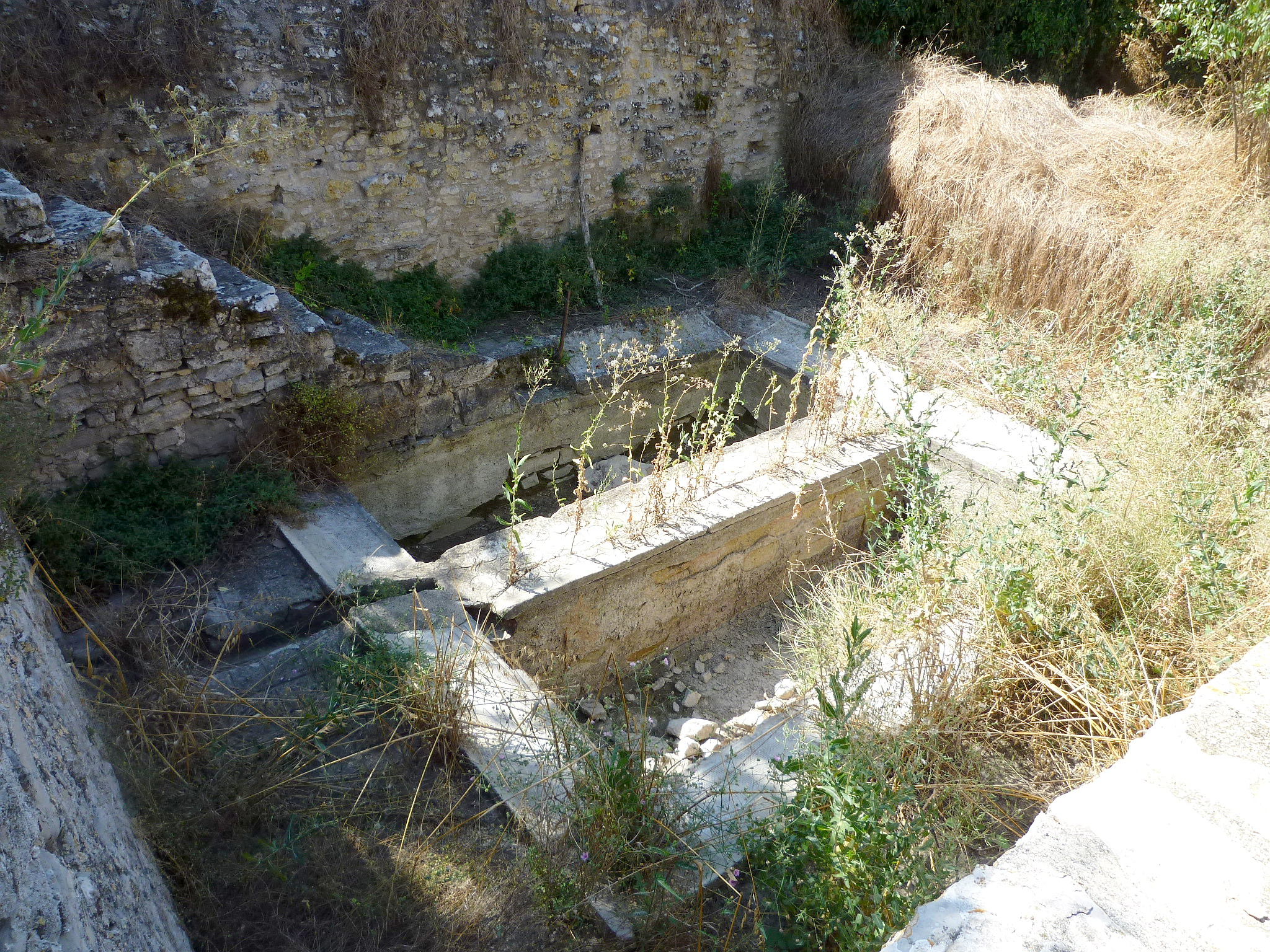
Safareig

Actualment es conserva la font realitzada al segle xviii, concretament el 1772, fruit de la transformació d'una ja existent. La font original es va cobrir amb una volta formada per un arc de mig punt i es va tancar amb una porta metàl·lica sobre la qual hi ha una inscripció mig esborrada en la qual apareix el nom del promotor de l'obra, el qual degut al seu mal estat de conservació no es pot llegir correctament, i una segona inscripció que fa referència aquesta transformació: "En loa per lo comu, 1772". La font està formada per dos brocs de coure en forma de cap d'animal, possiblement un lleó, d'on raja l'aigua que es recull en un canal, fet amb pedra saulonenca, que la porta fins al safareig, una construcció rectangular de pedra on s'hi accedeix mitjançanat unes escales, i que el 1951 es va reformar perquè es pogués rentar de peu. Del safareig en surt un canal que condueix l'aigua cap als horts per aprofitar l'aigüa per regar. Al costat de la font trobem tres piques de pedra, de les quals una servia per netejar la verdura i l'altra s'utilitzava com abeurador.

## Història

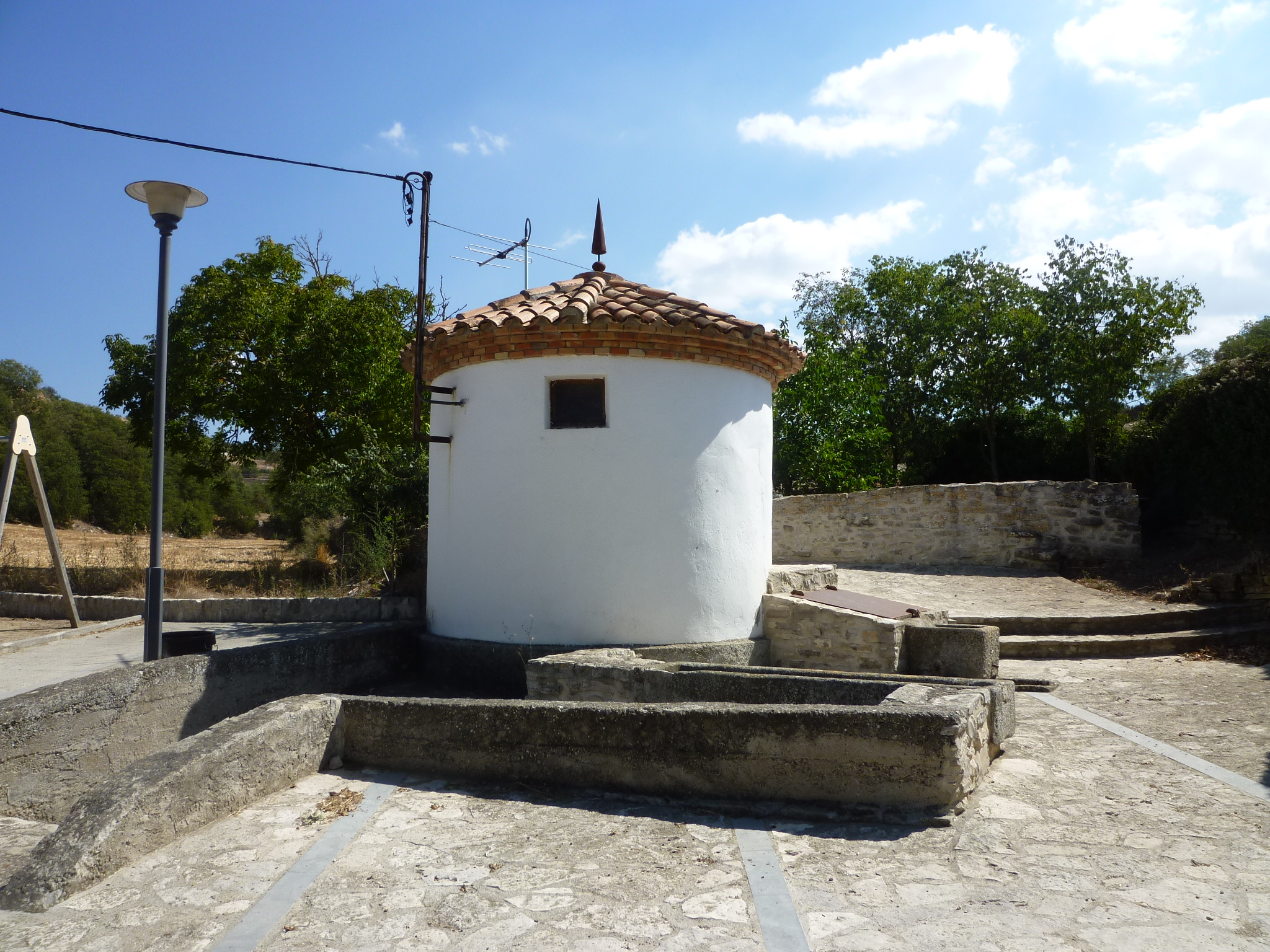
Emplaçament ben arranjat

La font actual, anteriorment ja n'hi devia haver alguna altra, i el safareig es varen construir a finals del S. XVIII gràcies a la família Rubí. Un membre d'aquesta, va "fer les amèriques" i va tornar ric. El 1772, tal com mostra la inscripció el Sr. Rub'i va pagar la font i el safareig. A la segona meitat del S. XVIII Catalunya s'anava recuperant de la Guerra de Successió. Fou en aquest moment que les ciutats i els pobles van fer millores urbanístiques. Es van crear espais per passejar i afavorir la vida social. La font i el safareig, que tenen una gran importància en la vida quotidiana, és fan més pràctics i s'embelleixen per fer més agradable el punt de trobada de la gent que va a rentar, a buscar aigua, etc. Aquests elements que formen part de l'arquitectura popular s'han perdut en alguns pobles. És convenient preservar-los, ja que són un testimoni etnogràfic i mostren com es vivia no fa tant de temps.